# Sanyo Open
O Sanyo Open foi um torneio masculino de golfe do circuito europeu da PGA, que foi disputado anualmente em Barcelona, Catalunha, Espanha entre 1982 e 1986. A primeira edição foi realizada em Sant Cugat del Vallès, e as demais na Real Club de Golf El Prat. O vencedor mais ilustre foi o espanhol Seve Ballesteros, hexacampeão do torneio principal.
Em 1986, o prêmio foi de 175.688 £.

## Campeões
| Ano  | Campeão             | País       | Pontuação | Par | Margem    | Vice-campeão(ões)        |
| ---- | ------------------- | ---------- | --------- | --- | --------- | ------------------------ |
| 1986 | José María Olazábal | Espanha    | 273       | −15 | 3 tacadas | Howard Clark             |
| 1985 | Seve Ballesteros    | Espanha    | 272       | −16 | 3 tacadas | Jeff Hawkes              |
| 1984 | Sam Torrance        | Escócia    | 281       | −7  | Playoff   | Des Smyth                |
| 1983 | Des Smyth           | Irlanda    | 279       | −9  | 1 tacada  | Hugh Baiocchi Mark James |
| 1982 | Neil Coles          | Inglaterra | 266       | −14 | 1 tacada  | Gary Cullen              |